# 托爾索納 (阿拉斯加州)
托爾索納（英語：Tolsona）是位於美國阿拉斯加州瓦爾迪茲-科爾多瓦人口普查區的一個人口普查指定地區。根據2010年美國人口普查，該地共人口30人，而該地的面積約為119.50平方千米。

## 地理
托爾索納的座標為62°06′00″N 146°02′26″W / 62.10000°N 146.04056°W，而該地的平均海拔高度為667米（即2188英尺）。